# 弹跳虫目
弹跳虫目（学名：Halteriida）是寡毛纲下的一个目。

## 下属分类
本科包括以下属：
- 弹跳虫科 Halteriidae
- Meseridae